# الامویل (آلاباما)
الامویل (به انگلیسی: Elamville) یک منطقهٔ مسکونی در ایالات متحده آمریکا است که در آلاباما واقع شده‌است. الامویل ۱۵۹٫۱۱ متر بالاتر از سطح دریا واقع شده‌است.